# إنيرجيلانديا

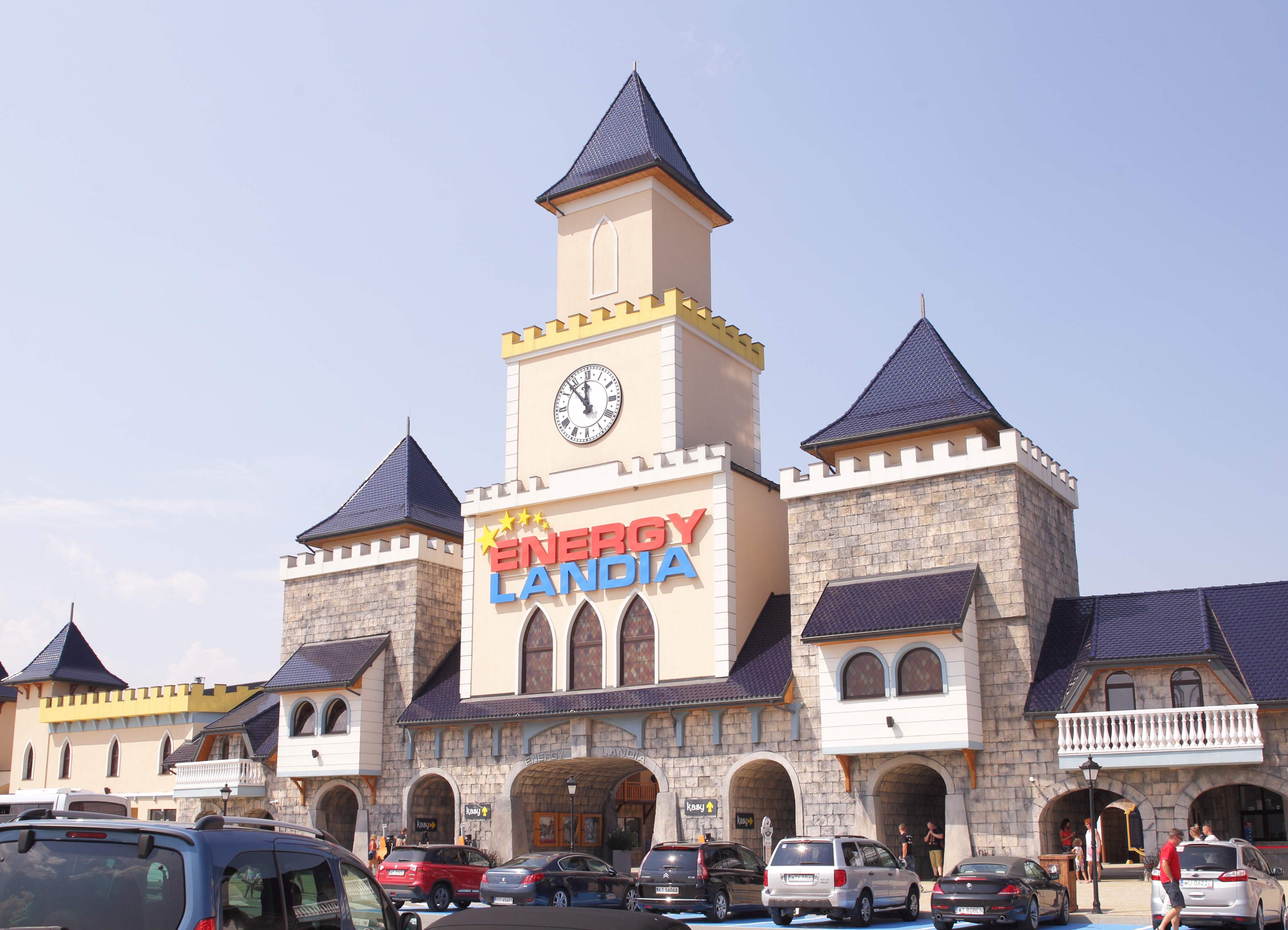
المدخل الرئيسي لمنتزه إنيرجيلانديا الترفيهي

إنيرجيلانديا هي مدينة ترفيهية تقع في بولندا تبعد حوالي 50كم عن مدينة كراكوف.إنيرجيلانديا هي أكبر مدينة ترفيهية في بولندا  على مساحة 25 هكتار.